# Borislav Doklestić
Borislav (Boro) Doklestić (Herceg-Novi, 16. veljače 1943.), hrvatski arhitekt i urbanist.

## Životopis
Rođen 1943. godine u Herceg-Novome. U Dubrovniku završio klasičnu gimnaziju 1961. godine. Studirao u Zagrebu na Arhitektonskom fakultetu u Zagrebu i diplomirao 1967. (N. Šegvić). Kao stipendist francuske i portugalske vlade proučavao je u Alžiru arapsko urbano naslijeđe te predložio rješenje obnove Annabe. Također se bavi planiranjem gradskih četvrti predviđenih za rušenje te pitanjima njihove sanacije, revitalizacije i uklapanja u novo tkivo grada. Osobito se bavio Zagrebom, a radio i djela za Dubrovnik, Osijek i Zadar.
Posjeduje dugogodišnje iskustvo u urbanističkom i prostornom planiranju. Izradio je brojne urbanističke studije, planove i projekte. Višegodišnji je autor stručnih tekstova u periodici (Čovjek i prostor, Arhitektura) i dnevnom tisku.
Zastupljen u zbornicima Zagrebačkog salona (arhitektura, urbanizam, interijer : realizacije, projekti, prijedlozi).
Za rad je nagrađen brojnim nagradama na arhitektonskim natječajima.

## Knjige
- Zagreb: govor o gradu, u skupini autora, 1995.
- Amo - t’amo: mediteranska crtanka, 2010., ISBN 9789537703028
- Zagrebačke urbanističke promenade, 2010., ISBN 9789536986033
- Zagreb kakav ni/je, 2015. ISBN 9789537703318

## Vanjske poveznice
- Dalmatinski portal Živana Sušak Živković: Borislav Doklestić: Split se treba ugledati na Marseille i postati jadranska metropola, 4. veljače 2016.